# Sessano del Molise
Sessano del Molise är en ort och kommun i provinsen Isernia i regionen Molise i Italien. Kommunen hade 717 invånare (2018).